# أدريانو مورايس
أدريانو مورايس (بالإنجليزية: Adriano Moraes؛ مواليد 21 أبريل 1988) هو مُقاتل فنون قتالية مختلطة برازيلي.

## وصلات خارجية
- أدريانو مورايس على موقع شيردوغ (الإنجليزية)